# Thecla aprica
Thecla aprica är en fjärilsart som beskrevs av Heinrich Benno Möschler 1883. Thecla aprica ingår i släktet Thecla och familjen juvelvingar. Inga underarter finns listade i Catalogue of Life.